# Bert Horsley
Bert Horsley ist das Pseudonym eines nicht identifizierten deutschsprachigen Science-Fiction-Autors und ‑Herausgebers. Lange wurde angenommen, dass es sich um Walter Spiegl handle, was sich aber als unzutreffend herausstellte.

## Bibliographie
- Der unsichtbare Planet. Pabel (Utopia Zukunftsroman #104), Rastatt 1957, DNB 1317944941.
- Station „Einstein“. Pabel (Jim Parker #56, Utopia Zukunftsroman #114), Rastatt 1958, DNB 1317945107.
- Die verlorene Erfindung. Pabel (Jim Parker #57, Utopia Zukunftsroman #116), Rastatt 1958, DNB 1317945158.
- Warnung im Roten Nebel. Pabel (Jim Parker #58, Utopia Zukunftsroman #158), Rastatt 1958, DNB 1317945247.
- Wir wußten zu viel. Pabel (Jim Parker #59, Utopia Zukunftsroman #129), Rastatt 1958, DNB 1317946707.